# Kids Marina

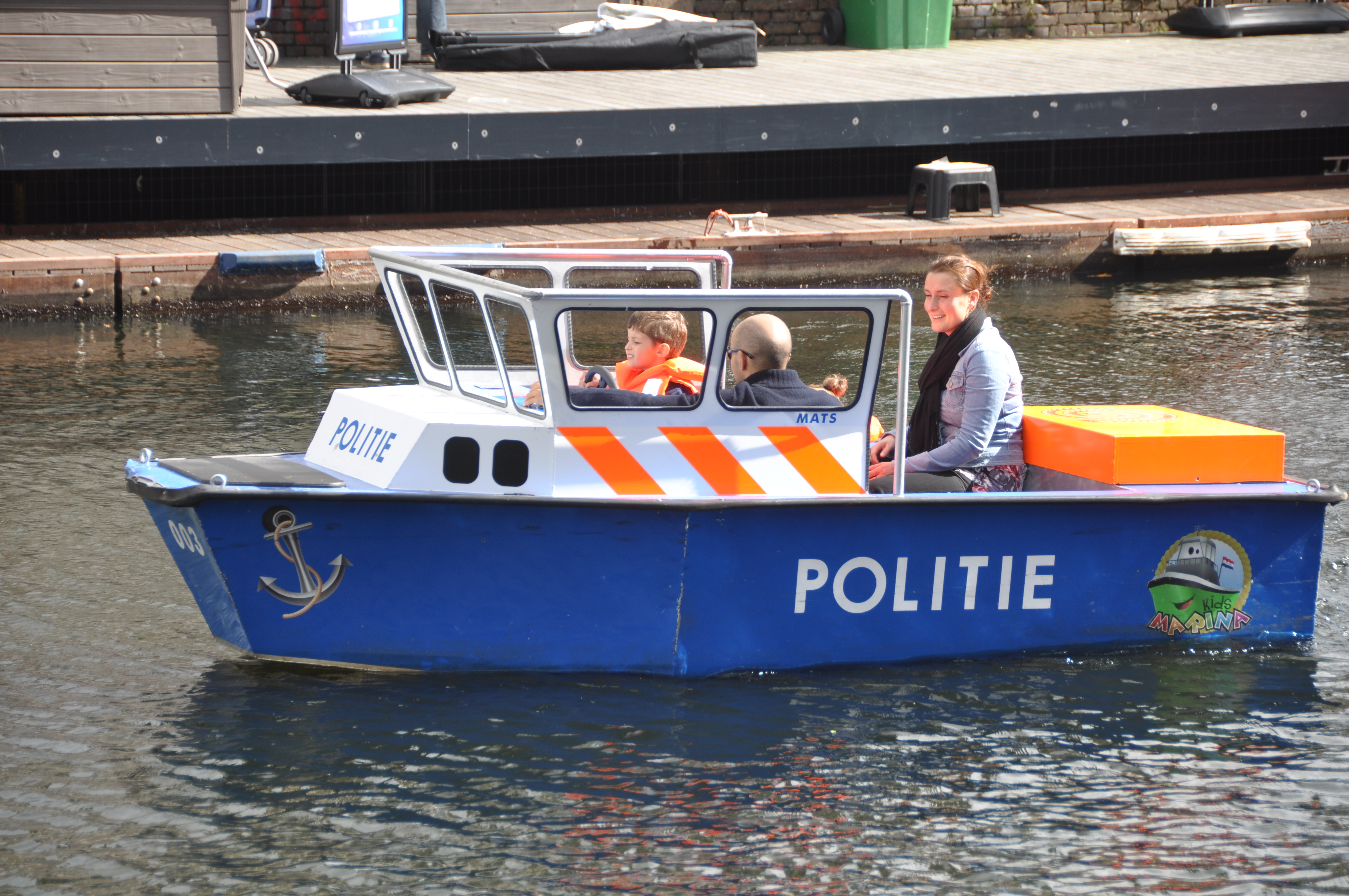
De jeugd aan het roer

Kids Marina is een kinderhaven waar elektrische bootjes varen in het hart van Rotterdam.
Het bijzondere is, dat zo'n politieboot, brandweerboot, containerboot, havendienstvaartuig of zelfs een regenboogboot zelfstandig gevaren mag worden door kinderen vanaf drie jaar. Wel moet er natuurlijk altijd minimaal 1 volwassene mee varen. Het is noodzaak dat er een reddingsvest wordt gedragen, zelfs bij mooi weer. Er wordt niet gevaren als de weersomstandigheden dat niet toelaten (dus ook 's winters niet).
Er is permanent toezicht in de vorm van eigen havenmeesters, die voorafgaand aan de vaartocht alles uitlegt. 
Kids Marina bestaat sinds het zomerseizoen 2012.